# 鵜ノ子
- 日本 > 新潟県 > 新潟市 > 江南区 (新潟市) > 鵜ノ子
- 日本 > 新潟県 > 新潟市 > 中央区 (新潟市) > 鵜ノ子

鵜ノ子（うのこ）は、新潟県新潟市江南区及び中央区の町字。現行行政地名は鵜ノ子一丁目から鵜ノ子五丁目と大字鵜ノ子で、大字鵜ノ子の一部は中央区に属する。住居表示は一丁目から五丁目が実施済み区域、大字が未実施区域。郵便番号は950-0157。

## 概要
1889年（明治22年）から現在までの大字。及び1982年（昭和57年）から現在までの町名。小阿賀野川右岸、山崎排水路流域に位置する。
もとは江戸時代から1889年（明治22年）まであった鵜子村の区域の一部で、地名は鵜の生息地だったことにちなむ。かつて北西に約6haの鵜子潟があり、用排水源、舟交通路だったが、第二次世界大戦後に埋め立てられて水田となった。

### 隣接する町字
北から東回り順に、以下の町字と隣接する。
- 中央区姥ケ山
- 中央区山二ツ
- 亀田
- 早苗
- 東早通
- 亀田工業団地
- 下早通柳田
- 中央区美の里

## 歴史
開発年代については、1580年（天正8年）や1640年（寛永17年）とする資料があるが、慶長年間であるとする説が有力とされる。

### 分立した町字
1889年（明治22年）以後に、以下の町字が分立。
早苗（さなえ）
1982年（昭和57年）に分立した町字。

### 年表
- 1889年（明治22年）4月1日 : 合併により早通村の大字となる。
- 1925年（大正14年）7月1日 : 合併により亀田町の大字となる。
- 2005年（平成17年）3月21日 : 合併により新潟市の大字となる。
- 2007年（平成19年）4月1日 : 新潟市の政令指定都市移行により、江南区及び中央区の大字となる。

## 世帯数と人口
2018年（平成30年）1月31日現在の世帯数と人口は以下の通りである。
| 区     | 丁目         | 世帯数  | 人口  |
| ------ | ------------ | ------- | ----- |
| 江南区 | 鵜ノ子一丁目 | 100世帯 | 245人 |
| 江南区 | 鵜ノ子二丁目 | 100世帯 | 223人 |
| 江南区 | 鵜ノ子三丁目 | 12世帯  | 34人  |
| 江南区 | 鵜ノ子四丁目 | 15世帯  | 32人  |
| 計     | 計           | 227世帯 | 534人 |

## 小・中学校の学区
市立小・中学校に通う場合、学区は以下の通りとなる。
| 大字・丁目               | 番地 | 小学校               | 中学校               |
| ------------------------ | ---- | -------------------- | -------------------- |
| 鵜ノ子（江南区・中央区） | 全域 | 新潟市立亀田西小学校 | 新潟市立亀田西中学校 |
| 鵜ノ子一丁目             | 全域 | 新潟市立亀田西小学校 | 新潟市立亀田西中学校 |
| 鵜ノ子二丁目             | 全域 | 新潟市立亀田西小学校 | 新潟市立亀田西中学校 |
| 鵜ノ子三丁目             | 全域 | 新潟市立亀田西小学校 | 新潟市立亀田西中学校 |
| 鵜ノ子四丁目             | 全域 | 新潟市立亀田西小学校 | 新潟市立亀田西中学校 |
| 鵜ノ子五丁目             | 全域 | 新潟市立亀田西小学校 | 新潟市立亀田西中学校 |

## 主な企業・施設
- アピタ新潟亀田店

## 交通

### 道路
- 亀田バイパス
  - 鵜ノ子インターチェンジ
- 新潟県道16号新潟亀田内野線

### バス
- 新潟市江南区区バス・住民バス - 「区バス」「カナリア号」